# Vladimir Hudolin
Vladimir Hudolin (Ogulin, 2 maggio 1922 – Zagabria, 26 dicembre 1996) è stato un neurologo, psichiatra e docente universitario jugoslavo esperto mondiale sui problemi alcolcorrelati.

## Carriera
Già direttore della clinica di neurologia, psichiatria, alcologia e altre dipendenze dell'ospedale universitario di Zagabria e titolare della cattedra di neurologia, psichiatria e psicologia medica dell'Università di Zagabria, fu membro del gruppo di esperti per l'alcolismo e le altre dipendenze dell'Organizzazione Mondiale della Sanità, e anche presidente dell'associazione mondiale di psichiatria sociale e dell'associazione mediterranea di psichiatria sociale.
Dal 1978 Vladimir Hudolin ha insegnato presso la Scuola Superiore di Servizio Sociale di Trieste ed ha diretto centinaia di corsi su tutto il territorio italiano per sensibilizzare gli operatori professionali e la popolazione sui problemi alcolcorrelati.
All'inizio degli anni novanta del secolo scorso è stato candidato, dalle organizzazioni delle associazioni dei Club degli alcolisti in trattamento, al premio Nobel per la Pace.
Ha pubblicato oltre 60 testi scientifici e oltre 500 articoli sui temi dell'alcolismo, della psichiatria sociale, del lavoro di comunità e sulla necessità di cambiare la cultura sociale e medica, riferita a questi settori.

## Metodo
Partendo dall'esperienza della cura psichiatrica tradizionale dell'alcolismo e degli altri problemi alcolcorrelati, fin dagli anni cinquanta del secolo scorso, Hudolin introdusse i principi della terapia familiare sistemica e, successivamente, la filosofia e le metodologie della comunità terapeutica così come elaborata in Gran Bretagna dallo psichiatra Maxwell Jones.
In questo modo, Hudolin progressivamente favorì un processo di deistituzionalizzazione della cura dei problemi alcolcorrelati arrivando, il 1º aprile del 1964, ad istituire dei gruppi terapeutici per gli alcolisti e le loro famiglie collocati non all'interno dell'ospedale psichiatrico ma nel territorio di provenienza dei pazienti stessi. Tali gruppi, denominati Club degli Alcolisti in Trattamento (CAT), avevano l'immediato obiettivo di favorire un coinvolgimento delle comunità locali nei processi di prevenzione e trattamento dei problemi alcolcorrelati.
Tale percorso lo porterà, nel 1986, a proporre un approccio di cura delle problematiche legate all'alcol prevalentemente centrato sull'azione dei Club degli alcolisti in trattamento con una forte enfasi sulle potenzialità di mutuo sostegno fra le famiglie con problemi alcolcorrelati. Il passaggio da una cura centrata sull'ospedalizzazione e sulle competenze professionali ad un intervento focalizzato sulle capacità di cura reciproca tra persone che condividono una comune esperienza, viene giustificato concettualmente da Hudolin con l'affermazione che l'alcolismo non può essere considerato come una vera e propria malattia ma va, piuttosto, visto come un particolare modello comportamentale, uno stile di vita che riguarda non solo il cosiddetto 'alcolista', ma anche la sua famiglia e la comunità locale di appartenenza.
In questo senso, i problemi alcolcorrelati vengono interpretati come un particolare fenomeno l'eziologia del quale non può essere ricercata soltanto nei fattori individuali dell'alcolista (componenti genetiche, strutture di personalità, modelli educativi introiettati), ma come il risultato dell'interazione continua tra questi elementi e gli altri fattori (familiari e sociali). Hudolin sosteneva che il consumo di alcol, l'accettazione del bere, le definizioni e le stigmatizzazioni che vengono date ai vari modelli del bere derivano dalla cultura generale della comunità. I problemi alcolcorrelati, tra cui anche l'alcolismo, sono presenti nelle società che hanno disponibilità di bevande alcoliche, sia che esse accettino il bere come comportamento normale sia che lo vietino. Quello che abitualmente chiamiamo alcolismo non è una malattia, ma un modello di comportamento o, meglio, uno stile di vita. Se la cultura ha un ruolo determinante sullo sviluppo del bere, la soluzione del problema sta nel saper provocare un cambiamento culturale all'interno della comunità, a partire dalla sua forma più semplice, cioè la famiglia.
Di fatto, si afferma che non è possibile stabile una chiara eziologia dei problemi alcolcorrelati e, quindi, non è pensabile neppure individuare una metodologia di trattamento che favorisca un particolare fattore eziologico. Viene, quindi, proposto di abbandonare un paradigma medico di tipo tradizionale per abbracciare un'ampia visione sistemica che Hudolin, probabilmente influenzato anche dai documenti dell'Organizzazione Mondiale della Sanità, denominerà "approccio ecologico-sociale ai problemi alcolcorrelati e complessi". All'inizio degli anni '90 Hudolin introduce il concetto di "spiritualità antropologica" per indicare tutte quelle componenti (emozionali, religiose, politiche) che caratterizzano gli esseri umani distinguendoli dagli altri esseri viventi. Hudolin afferma anche che così definita, la spiritualità antropologica può essere intesa come sinonimo di cultura sociale ed afferma che i club degli alcolisti in trattamento contribuiscono a migliorare la spiritualità delle comunità umane introducendo i concetti di pace, solidarietà, amicizia e amore. Dal 1992 le famiglie ed i servitori-insegnanti dei club degli alcolisti in trattamento iniziano ad incontrarsi annualmente ad Assisi nel congresso di spiritualità antropologica.

## Club degli Alcolisti in Trattamento e Club alcologici territoriali
L'opera di Hudolin ha favorito la nascita di un'ampia rete di Club degli alcolisti in trattamento che, secondo l'ultimo censimento del 2005, ammontavano a 2.185, distribuiti su tutto il territorio nazionale. Inoltre, i Club sono attivi in diversi paesi del mondo.
I club sono una realtà di volontariato, a carattere apartitico, aconfessionale ed interetnico, indipendente da qualsiasi istituzione pubblica, attivamente inseriti nella comunità locale e spesso sono organizzati in associazioni a vari livelli (locale, regionale, nazionale, mondiale). Questa rete si distingue da altre iniziative nate per affrontare i problemi alcolcorrelati perché:
- è composto da famiglie e non singole persone;
- individua nella famiglia la risorsa principale per la realizzazione del processo di crescita e di cambiamento delle persone;
- fonda sui cambiamenti delle singole famiglie quello dell'intera comunità;
- promuove la cultura della responsabilità, favorendo la presa in carico della propria salute e la partecipazione attiva alla costruzione della salute collettiva;
- collabora strettamente con tutti i nodi della rete di protezione e promozione della salute
- la sua finalità è costruire tutti insieme una comunità più sana.

Essi sono comunità multifamiliari costituite da due fino a dodici famiglie con problemi alcolcorrelati e complessi (bevande alcoliche associate all'uso di sostanze illegali, psicofarmaci, problemi psichiatrici, gioco d'azzardo, ecc.). Le comunità sono il fulcro dell'approccio ecologico sociale ai problemi alcolcorrelati e complessi elaborato da Hudolin e lavorano partendo dal principio del “qui ed ora” (si parla di oggi e delle situazioni concrete), per il cambiamento di stile di vita di tutti i componenti delle famiglie che vi fanno parte.
Il Club, oltre a contribuire al cambiamento dello stile di vita di tutti i componenti delle famiglie, si propone di contribuire a modificare la cultura generale e sanitaria della comunità in cui è inserito ed è aperto alla collaborazione con tutti i soggetti, pubblici e privati, disponibili a sviluppare i programmi alcologici territoriali.
Il Club si riunisce una volta alla settimana per la durata di un'ora e trenta circa. Non c'è nessuno che dirige, ma è presente un servitore-insegnante, figura di volontario che facilita la comunicazione fra tutti i membri del Club, i quali assumono a rotazione i compiti di servizio necessari al suo buon funzionamento.
I risultati dei Club degli alcolisti in trattamento sono stati oggetto di numerose ricerche, tra le quali in particolare una realizzata in collaborazione con il Centro Nazionale delle Ricerche (CNR) che ha evidenziato importanti risultati in termini di astinenza e miglioramento dello stile di vita delle famiglie che frequentano questo programma.Il valore dei risultati ottenuti nei Club degli Alcolisti in Trattamento ha ottenuto un riconoscimento scientifico attraverso la pubblicazione di una ricerca indipendente da parte della prestigiosa rivista scientifica Alcohol & Alcoholism (Oxford University Press). Vedi: Alcohol&Alcoholism, Oxford University Press https://www.cesda.net/2012/04/11/characteristics-of-alcoholics-attending-clubs-of-alcoholics-in-treatment-in-italy-a/. Per l’abstract in italiano vedi il link: http://www.retecedro.net/wp-content/uploads/2012/05/traduzione-articolo.pdf.
A Paestum nel novembre 2010 l'AICAT (Associazione Italiana dei Club degli alcolisti in trattamento) promuove una consultazione nazionale sul cambiamento del nome del club, con la motivazione che sia l'alcolismo che il termine "trattamento" non corrispondono più al vero significato dell'approccio ecologico sociale ai problemi alcolcorrelati elaborato da Hudolin. L'Associazione, riunitasi in assemblea, ha deliberato di cambiare il nome, adottando quello di Club alcologici territoriali e mantenendo lo stesso acronimo. La decisione non è stata condivisa da tutti i club, molti dei quali hanno scelto di conservare la denominazione originale. Questi ultimi si sono successivamente riorganizzati dapprima in un coordinamento nazionale e successivamente in associazione autonoma, chiamata ANICAT, con sede a Udine, che si propone di mantenere e portare avanti il pensiero originale di Hudolin